# Dacnusa plantaginis
Dacnusa plantaginis är en stekelart som beskrevs av Griffiths 1967. Dacnusa plantaginis ingår i släktet Dacnusa och familjen bracksteklar. Inga underarter finns listade i Catalogue of Life.